# Enkornsvete

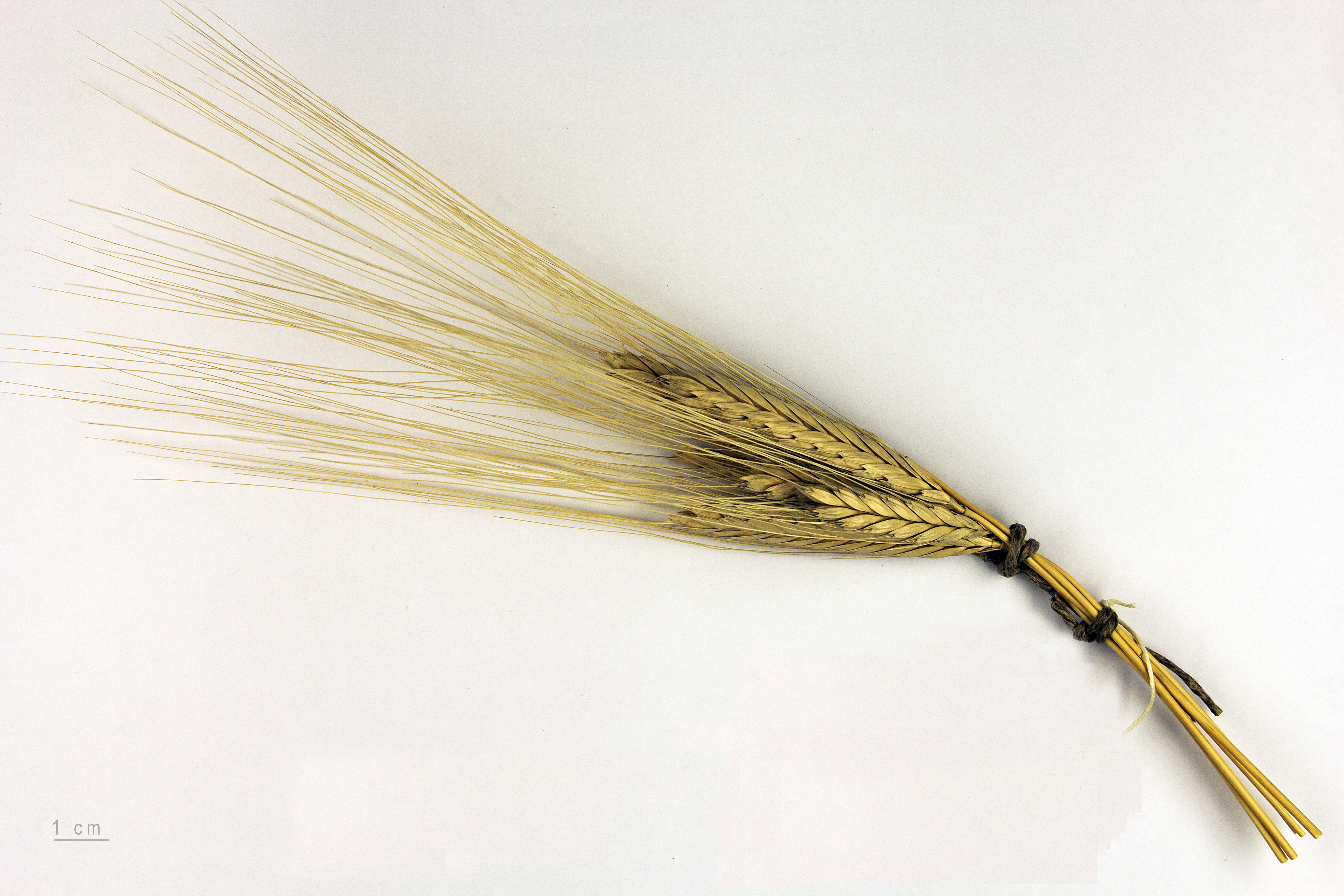
Triticum monococcum

Enkornsvete är en art i släktet vete, som kan avse både den vilda arten Triticum boeoticum, och den domesticerade formen, Triticum monococcum. De vilda och domesticerade formerna kan antingen anses vara olika arter, eller underarter till T. monococcum. Enkornsvete är ett diploidgryn, med kraftiga agnar som tätt stänger in kornen. Den odlade sorten liknar den vilda, förutom att axet är intakt när det är moget och att fröna är större.

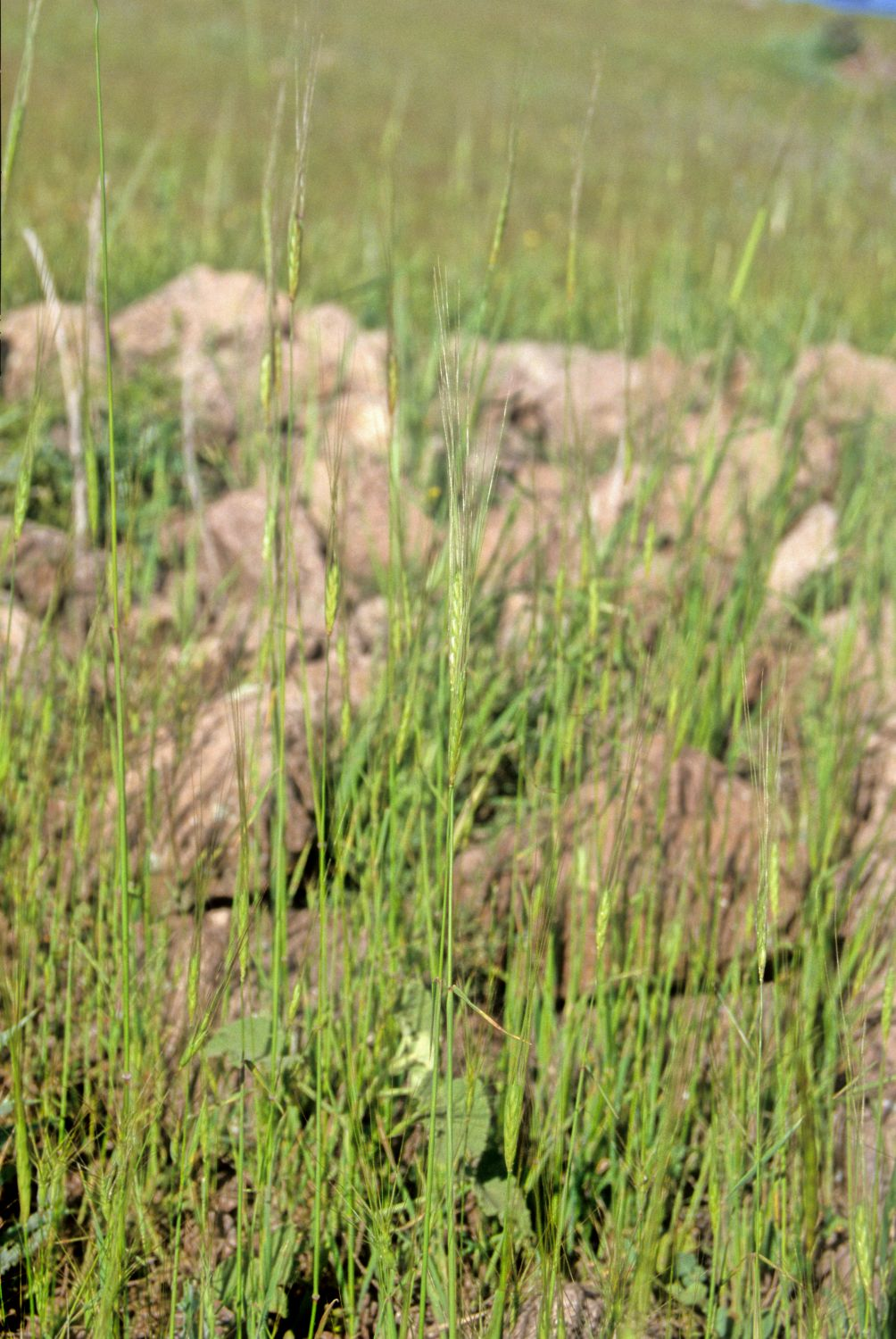
Vild enkornsvete, Karadag, centrala Turkiet

Enkornsvete var en av de första odlade vetesorterna, tillsammans med emmervete. Vilda enkornsgryn har hittats i epipaleolitiska utgrävningar i den bördiga halvmånen. Den domesticerades runt 7000 f.Kr.. Bevis från DNA-baserade undersökningar pekar på att enkornsvete domesticerades i närheten av Karacadag i sydöstra Turkiet, där flera bondbyar från den tiden har hittats. Användningen minskade under bronsåldern, och idag är det en relikt som sällan odlas. Det är fortfarande en lokal gröda, som ofta odlas för bulgur eller djurfoder, i bergiga områden i Frankrike, Marocko, före detta Jugoslavien, Turkiet och flera länder. Den överlever ofta på dålig jord där andra vetesorter inte kan växa.

## Glutentoxicitet
I motsats till andra modernare vetesorter finns det bevis för att gliadinet i enkornsvete kan vara mindre giftigt för personer med glutenintolerans. Än har det inte rekommenderats i glutenfri kost.